# Tennistavolo ai I Giochi panamericani giovanili
Le competizioni di tennistavolo ai I Giochi panamericani giovanili si sono svolte dal 30 novembre al 5 dicembre a Pamira, in Colombia

## Podi

### Ragazzi
| Evento         | Oro                                     | Argento                            | Bronzo                                |
| Singolare      | Sanntiago Lorenzo                       | Angel Naranjo                      | Jeremy Hazin                          |
| Singolare      | Sanntiago Lorenzo                       | Angel Naranjo                      | Eday Goméz                            |
| Doppio         | Porto Rico Angel Naranjo Derek Valentin | Cuba Eday Goméz Rene Mendez        | Brasile Diogo Silva Rafael Turrini    |
| Doppio         | Porto Rico Angel Naranjo Derek Valentin | Cuba Eday Goméz Rene Mendez        | Ecuador Diego Piguave Neycer Robalino |
| Gara a squadre | Cile Nicolas Burgos Andres Martinez     | Brasile Diogo Silva Rafael Turrini | Cuba Rene Mendez Eday Goméz           |
| Gara a squadre | Cile Nicolas Burgos Andres Martinez     | Brasile Diogo Silva Rafael Turrini | Stati Uniti Jayden Zhou Sid Naresh    |

### Ragazze
| Evento         | Oro                                         | Argento                                     | Bronzo                                    |
| Singolare      | Daniela Fonseca                             | Arantxa Cossio Aceves                       | Giulia Takahashi                          |
| Singolare      | Daniela Fonseca                             | Arantxa Cossio Aceves                       | Valentina Rios                            |
| Doppio         | Messico Clio Barceñas Arantxa Cossio Aceves | Brasile Giulia Takahashi Laura Watanabe     | Cuba Daniela Fonseca Karla Perez Gonzalez |
| Doppio         | Messico Clio Barceñas Arantxa Cossio Aceves | Brasile Giulia Takahashi Laura Watanabe     | Stati Uniti Sarah Jalli Lin Yishiuan      |
| Gara a squadre | Brasile Giulia Takahashi Laura Watanabe     | Messico Arantxa Cossio Aceves Clio Barceñas | Cuba Karla Perez González Daniela Fonseca |
| Gara a squadre | Brasile Giulia Takahashi Laura Watanabe     | Messico Arantxa Cossio Aceves Clio Barceñas | Porto Rico Fabiola Díaz Brianna Burgos    |

### Misto
| Evento | Oro                                     | Argento                          | Bronzo                              |
| Doppio | Brasile Rafael Turrini Giulia Takahashi | Messico Dario Arce Clio Barceñas | Canada Jeremy Hazin Sophie Gauthier |
| Doppio | Brasile Rafael Turrini Giulia Takahashi | Messico Dario Arce Clio Barceñas | Cuba Eday Goméz Daniela Fonseca     |